# محسن العيسى
محسن سليمان العيسى ولد في المدينة المنورة غرب السعودية في 7 سبتمبر 1987 و هو لاعب كرة قدم سعودي يلعب حالياً في نادي الزيتون.

## مسيرته الكروية

### الأنصار السعودي
بدأ العيسى كرة القدم في صفوف نادي الأنصار السعودي و قد لعب للأنصار عدة مواسم وكان محط أنظار العديد من أندية الممتاز قبل أن يصعد مع فريقه إلى دوري زين السعودي موسم 2011-2012 و لعب في الدوري الممتاز مع فريق الأنصار حتى فترة الانتقالات الشتوية التي شد فيها رحاله إلى مدينة جدة مع النادي الأهلي السعودي .

### الأهلي السعودي
رغم أن فريق الأنصار كان متذيل الترتيب في الدوري الممتاز فقد برز العيسى كنجم لديه ثقله في متوسط الميزان ولم يكمل موسمه مع الأنصار حتى انتقل إلى الأهلي في جدة مقابل أربعة ملايين ريال سعودي وقد اعتبر المحللون الصفقة على أنها صفقة تحتمل النجاح بنسبة كبيرة.
و فعلاً لم يخيب العيسى توقعاتهم إذ احتل النجم مركزاً أساسياً في تشكيلة الفريق الممتلئ بنجوم خط الوسط وقد ساهم العيسى في كثير من مباريات فريقه حتى تمكن معهم من الحصول على مركز الوصيف في الدوري السعودي وفي نفس الموسم وصل معهم إلى نهائي دوري أبطال آسيا الذي خسره الفريق أمام أولسان الكوري الجنوبي .

### نجران السعودي
انتقل إلى نادي نجران مطلع عام 2016 و لعب معهم إلى نهاية الموسم .

### نادي الباطن
في فبراير 2017 وقع مع نادي الباطن عقد إلى نهاية الموسم .

### نادي أبها
وقع في صيف 2018 مع نادي أبها .

### نادي النجوم
وقع مع نادي النجوم مطلع عام 2020 .

### نادي أحد
وقع مع نادي أحد غي صيف عام 2020 .
لعب بعدها مع نادي محايل ونادي المزاحمية ونادي الزيتون.

## المنتخب السعودي
لم يظهر العيسى مع الفريق الأهلي إلى عدة مباريات حتى أستدعي لتمثيل المنتخب الوطني الرديف .